# حسین عواظه (بازیکن فوتبال، زاده ۲۰۰۰)
حسین عواظه (عربی: حسين علي عواضة؛ زادهٔ ۱ ژانویهٔ ۲۰۰۰) بازیکن فوتبال اهل لبنان است.
وی همچنین در تیم‌های ملی فوتبال زیر ۲۳ سال لبنان و لبنان بازی کرده‌است.